# NGC 4447
NGC 4447 é uma galáxia lenticular (SB0) localizada na direcção da constelação de Coma Berenices. Possui uma declinação de +13° 53' 59" e uma ascensão recta de 12 horas, 28 minutos e 12,4 segundos.
A galáxia NGC 4447 foi descoberta em 17 de Abril de 1887 por Lewis A. Swift.